# Diego Chemes
Diego Chemes (Buenos Aires, Argentina, en 1969) es un artista multifacético que trabaja en el cruce de lenguajes; pintura, pintura digital, instalación, video, vj, el diseño gráfico y la música. A lo largo de su carrera, Chemes ha apostado de manera permanente por la experimentación.
Su formación en las artes plásticas comienza de muy chico junto a su madre Marta Calvo, escultora y educadora por las artes.
En 1985 comienza a hacer muestras de pinturas, objetos móviles y videos, en el circuito under, porteño: Sala Cemento, Parakultural, Prix D'ami y Centros Culturales. Ese mismo año publican una obra suya en el Anuario Latinoamericano de Arte, ilustra el libro de poesía Fata Morgana de Koala Calvet.
En 1989 realiza su primer arte de disco: Rosas Rojas primer álbum del grupo La Portuaria. Este se edita en España y Diego se embarca ese mismo año a Madrid donde inaugura también su primera exposición de pinturas en la galería Neomistic. Allí comparte estudio y trabaja en colaboración con el fotógrafo Juan Picca con quien realiza producciones para la revista Man, Primera Línea, Mac y los sellos discográficos EMI, Universal, Triquinoise y Roto Records. Realiza el arte del segundo disco del grupo Lions in love, Psicofonias. Diseña el logo del emprendimiento discográfico de Melingo en Madrid, para el que también hace las tapas. Colabora en los proyectos teatrales de Dani Pannullo que dirige el grupo Productos Lola donde actúa también Divina Gloria. Los dueños del Agapo, sala emblemática de la movida madrileña de los años 80, le encargan en 1991 la decoración de su nueva sala: Revolver Club. Allí realiza murales envolventes (paredes y techos) a lo largo de sus 1000 m². También la decoración mural de la sala Y'asta de Los Toreros Muertos (1992), la sala Flamingo (1993) y Sol de Mayo (1993).
En 1994 regresa a Buenos Aires. Expone en las Jornadas Internacionales de la Crítica, (instalaciones de los 80' y 90') organizadas por el CAYC en el Centro Cultural Recoleta. 
A partir de ese momento muestra anualmente sus instalaciones en Museos y Salas Nacionales: Instalaciones IV, Palais de Glace (1995); Erotizarte 2, C.C. Recoleta (1996); aeiuo C.C. Recoleta (1998); Arte siglo XXI, C.C. Recoleta (1999). Realiza el arte del disco Huija del grupo La Portuaria (1995); Cualquiera Puede Cantar de Los Auténticos Decadentes (1997); Mystic Love de Los Pericos (1998); Ufa de Daniel Melingo (con 22 ilustraciones originales).
En 1997 estrena junto a Christian Basso La Montaña Esmeralda, un audiovisual multimedia compuesto por una película realizada cuadro a cuadro por Chemes, con la música de Basso ejecutada en directo. Funciones semanales en el auditorio del Centro Cultural Ricardo Rojas, los meses de mayo, junio y julio de ese año. Expone la obra gráfica de La Montaña Esmeralda en Filo Espacio de Arte.
En 1998 debutó como director con dos videoclips para el grupo Los Auténticos Decadentes: El gran Señor y Los Piratas. Coodirector Pablo Armesto. Los Piratas fue nominado a los premios MTV y elegido mejor clip del año por el suplemento Sí del diario Clarín y la revista Rolling Stone. Le siguen Noche Transfigurada (Melingo), Una Flor en el Barro (Bel Mondo), Espuma del grupo Venus de Guillermo Piccollini y Marina Olmi, con la actuación de Federico Luppi y Cristina Banegas.
En 1999 nace su hija Iara y en el 2000 vuelve por un año a Madrid donde comienza a ser representado por la galería Carmen de la Guerra. También realiza videoclips para distintos grupos españoles.
En el 2001 vuelve a Buenos Aires. Realiza la imagen corporativa del sello discográfico Los Años Luz discos, la tapa del disco regreso de La Portuaria Hasta despertar, clips y publicidades.
En el 2002 expone en feria Edición Madrid Edition con la galería Carmen de la Guerra y participa de la IV Bienal de Ibiza.
Durante el 2003 trabaja para la productora PA! Films de Buenos Aires, con la que realiza clips y publicidades como director. (Videoclip Ayer de Melingo entre otros). En el 2004 expone en la muestra Transabasto en la inauguración de la Ciudad Cultural Konex de Buenos Aires. En el 2005 forma un equipo experimental de trabajo (DC estudio) orientado al diseño web. También realiza la puesta en escena de los conciertos de Melingo en La Trastienda, Alianza Francesa y la sala Zitarrosa de Montevideo.
En abril del 2006 inaugura en la galería 180º de Buenos Aires cuadros digitales realizados con el mouse e impresos con suministros de tintas y papeles especialmente diseñados para obras de arte. Acompaña esta producción el texto crítico de Rodrigo Alonso y de artistas allegados: Kevin Johansen, Christian Basso y Luis Alposta.
Ese mismo año realiza el arte del disco El Futuro, primer opus de la orquesta Hypnofon de Alejandro Terán. Inaugura su set de animaciones en vivo como VJ, junto al DJ set de King Coya (Gaby Kerpel) y el Trip Selector (Julián Gómez), en el Club Zizek de Buenos Aires.
Junto a Gaby Kerpel realizó el show audiovisual Techno Folk Set.
Actualmente está presentando su primer EP editado por Los Años Luz discos, preparando muestras y realizando obras en colaboración con otros artistas.
En la confluencia de todas estas modalidades y estilos, Diego sigue trabajando.